# San Potito Sannitico
San Potito Sannitico là một đô thị ở tỉnh Caserta trong vùng Campania của Ý, có vị trí cách khoảng 60 km về phía bắc của Napoli và khoảng 30 km về phía bắc của Caserta. Tại thời điểm ngày 31 tháng 12 năm 2004, đô thị này có dân số 1.943 người và diện tích là 22,8 km².
San Potito Sannitico giáp các đô thị: Alife, Castello del Matese, Cusano Mutri, Gioia Sannitica, Piedimonte Matese.